# Ойслендер, Александр Ефимович
Александр Ефимович Ойслендер (1 ноября 1908, Ходорков, Сквирский уезд, Киевская губерния — 6 декабря 1963, Москва) — русский советский поэт, переводчик, военный корреспондент и моряк.

## Биография
Родился в местечке Ходорков (Сквирский уезд, Киевская губерния), в семье лесоторговца Хаима Фроимовича Ойслендера. Учился в Московском полиграфическом институте (1930—1933). Работал журналистом, стихи начал писать в конце 1920-х годов, в это же время он служил на Черноморском флоте. Во время Великой Отечественной войны служил на полуострове Рыбачий, был военным корреспондентом газет «Краснофлотец» и «Североморец». Контужен. Создал и опубликовал циклы и сборники стихов. Некоторые из них увидели свет уже после смерти автора. Основная тема творчества — Заполярье и воины, его защищавшие. Написал текст известной песни «Тельняшка».
Умер в Москве. Похоронен на Головинском кладбище.

## Семья
Двоюродный брат — Нухим Овсеевич Ойслендер, литературовед, прозаик и литературный критик.

## Сборники
«Мир свежеет» (1931), «Мертвый узел» (1933), «Август» (1938), «Далёкий край» (1942), «Полярная вахта» (1946). «Костёр на берегу» (1948), «Всегда на вахте» (1954), «Добрый климат» (1956), «Море и берег» (1960), «Корабельная сторона» (1962), «Слияние» (1966).
Также написал поэму «Чапаев».
Известен как переводчик стихотворений и поэм произведений марийских поэтов О. Ипая, М. Казакова, М. Майна, С. Вишневского, чувашского поэта А. А. Алги.

## Интересный факт
Существует легенда, что Ойслендер переводил стихи Сталина с грузинского на русский и получил за это портфель денег. Стихи, якобы, при этом так и не были изданы.